# انا دیویر اسمیت
اَنا دیویر اسمیت (انگلیسی: Anna Deavere Smith؛ زادهٔ ۱۸ سپتامبر ۱۹۵۰) یک استاد دانشگاه، نمایش‌نامه‌نویس، پدیدآور و هنرپیشه اهل ایالات متحده آمریکا است.

## گزیدهٔ آثار

### سینما
- اینجا امروز (۲۰۲۱)
- ریچل ازدواج می‌کند (۲۰۰۸)
- پادشاهی (۲۰۰۷)
- اجاره (۲۰۰۵)
- کاندیدای منچوری (۲۰۰۴)
- ننگ بشری (۲۰۰۳)
- رئیس‌جمهور آمریکا (۱۹۹۵)
- دیو (۱۹۹۳)
- فیلادلفیا (۱۹۹۳)

### تلویزیون
- خانم وزیر (۲۰۱۵)
- پرستار جکی (۲۰۰۹ تا کنون)
- بال غربی (۲۰۰۶–۲۰۰۰)